# 霍滕 (挪威)
霍滕（挪威語：Horten，聆听ⓘ）是挪威西福尔郡的市镇，行政中心为霍滕镇。市镇面积为70.96平方公里，人口数量为27,682人（2023年），人口密度为每平方公里400.5人。

## 體育
霍滕擁有數支足球俱樂部，其中最成功且最知名的俱樂部是FK Ørn-Horten，目前參加挪威足球乙级联赛。另一支霍滕的球隊Falk則參加挪威足球丙級聯賽。此外，Borre IF和 Holtankammeratene則在更低級別的聯賽中比賽。

## 友好城市
和霍滕簽訂友好城市協議的城市有：
- 丹麥希勒勒市鎮
- 瑞典卡尔斯克鲁纳市镇
- 芬蘭洛維薩
- 冰島歐拉夫斯菲厄澤